# Oryctes capucinus
Oryctes capucinus är en skalbaggsart som beskrevs av Gilbert John Arrow 1937. Oryctes capucinus ingår i släktet Oryctes och familjen Dynastidae. Inga underarter finns listade i Catalogue of Life.